# John Deere 310
Le John Deere 310 est un modèle de tracteur agricole produit par le constructeur américain John Deere.
Au cœur de la gamme fabriquée en Europe à Mannheim et conçue pour les agriculteurs européens, le 310 n'est construit que de 1966 à 1968.

## Historique
En 1956 John Deere rachète les usines allemandes Lanz de Mannheim. Son objectif est d'y construire des tracteurs de faible et moyenne puissance mieux adaptés au marché européen que les gros modèles américains. En 1962, John Deere construit son usine française de moteurs à Saran. C'est aussi l'occasion pour le constructeur de développer son propre réseau de concessionnaires en Europe, alors que jusque là il passait par des distributeurs.
John Deere présente en 1965 une gamme de tracteurs européens dont le 310 affiche une puissance de 36 ch SAE. Cette série cède rapidement sa place à la gamme 20, encore plus « européanisée » et au sein de laquelle le John Deere 820 se présente comme le remplaçant du 310.

## Caractéristiques
Le John Deere 310 est motorisé par un  moteur Diesel à trois cylindres (alésage de 98 mm pour une course de 110 mm) en ligne, à injection directe et d'une cylindrée totale de 2 488 cm3. Il développe une puissance maximale de 36 ch SAE au régime de 2 000 tr/min. John Deere choisit de standardiser au maximum sa production : le moteur du 310 est identique à celui du 510, mais le régime maximal de ce dernier est porté à 2 400 tr/min pour atteindre la puissance de 45 ch SAE.
La boîte de vitesses comporte quatre rapports avant et un rapport arrière dans trois gammes différentes. L'étagement des rapports étant imparfait, le tracteur dispose dans les faits de dix rapports avant et trois rapports arrière. Équipé de ses pneumatiques standard, le 310 atteint une vitesse de 23,2 km/h.
Le 310 possède trois prises de force. À l'arrière, deux embouts différents tournent à 540 et 1 000 tr/min. Une troisième prise de force, en position ventrale, tourne à 1 000 tr/min ; elle est principalement utilisée pour entraîner une faucheuse latérale. Le relevage arrière affiche une puissance de levage de 1 300 kg.
Outre la version standard, le constructeur propose une version « grand dégagement » dont la garde au sol est plus importante pour évoluer dans les cultures hautes grâce à des roues de plus grand diamètre.
Si les tracteurs sont généralement badgés John Deere, les exemplaires destinés au marché allemand reçoivent souvent le marquage « John Deere-Lanz », rappelant la fusion entre les deux entreprises et mettant en avant l'image de marque de Lanz.